# Augustus Welby Northmore Pugin
Augustus Welby Northmore Pugin (Londen, 1 maart 1812 – Ramsgate, 14 september 1852), was een Engelse architect en criticus, die de wegbereider werd van de neogotische stijl. Pugin heeft vele kerken in Engeland ontworpen, en is onder meer verantwoordelijk voor het ontwerp van het interieur van het Palace of Westminster.

## Familie

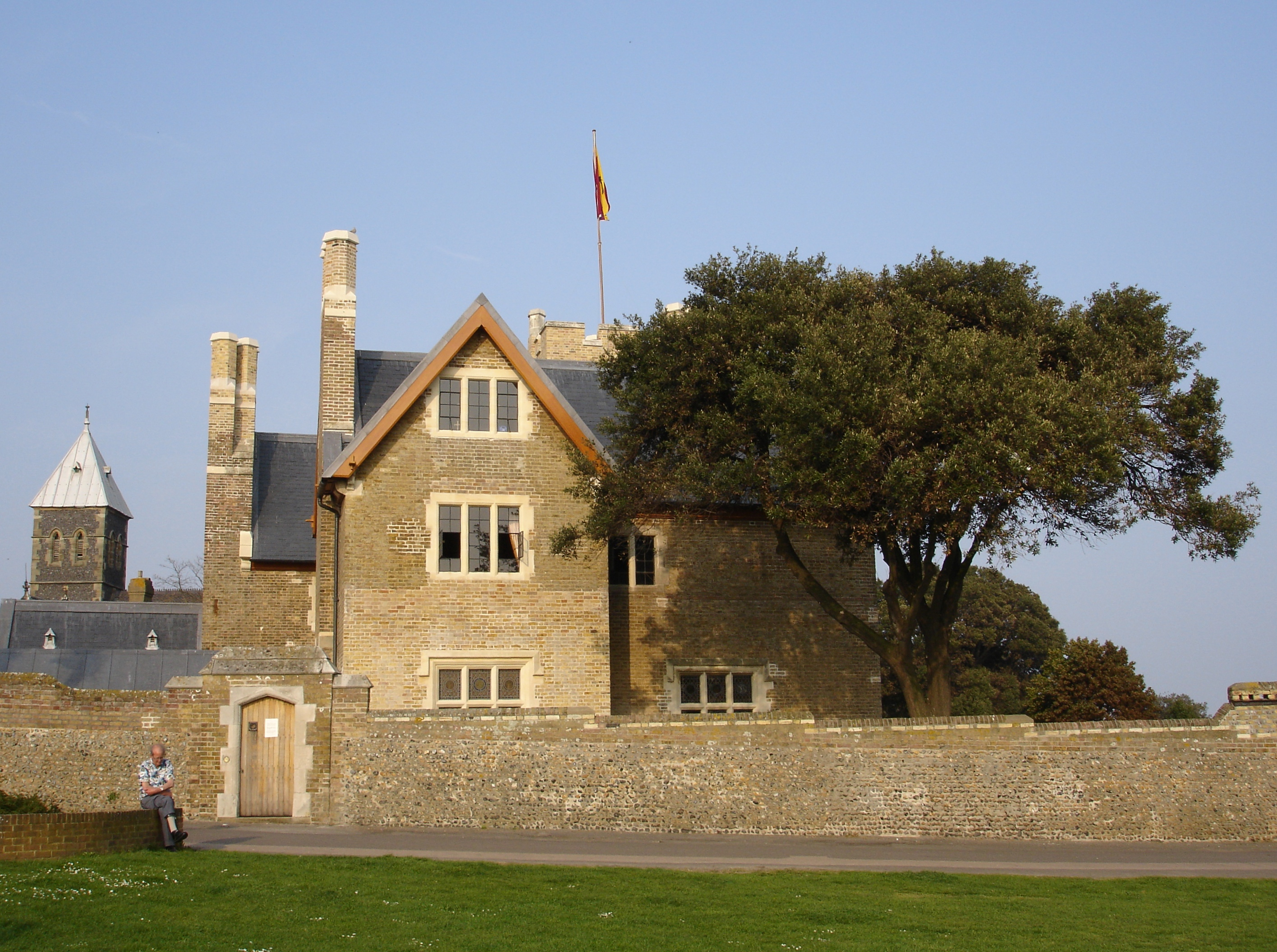
The Grange, het huis dat Pugin ontwierp voor zijn familie

Augustus Pugin was de zoon van Augustus Charles Pugin, een Fransman die naar Engeland verhuisde tijdens de Franse Revolutie en trouwde met Catherine Welby uit Lincolnshire. Vanaf 1819 ging de familie Pugin op reis naar Frankrijk, waar Augustus in aanraking kwam met middeleeuwse architectuur.
In 1831 trouwde Pugin met Anne Garnet. Ze stierf een jaar later tijdens de bevalling van een dochter, die overleefde. Daarna trouwde hij met Louisa Burton, met wie hij zes kinderen kreeg. Hun oudste zoon Edward zou later eveneens een bekend architect worden. In 1843 bouwde Pugin een huis in Ramsgate voor zijn familie. Zijn tweede vrouw stierf echter in 1844. Pas bij zijn derde huwelijk met Jane Knill werd het een familiehuis. Jane hield een dagboek bij over hun getrouwde leven, dat later is gepubliceerd.

## Carrière
Pugins vader was tekenaar, hij leerde Augustus tekenen. De zoon ging naar de public school Christ's Hospital. Daarna ging hij bij zijn vader werken. In 1829 ging Augustus aan de slag als decorschilder aan het King's Theater in Londen. Datzelfde jaar begon hij zijn eigen zaak waar hij gotische meubelen maakte, een bedrijf dat in 1831 echter failliet ging. In 1830 ontmoette hij een architect uit Edinburgh, James Gillespie Graham, die hem adviseerde door te gaan met architectuur.
Na de brand in 1834 met verwoestende gevolgen voor het Palace of Westminster, beter bekend als Houses of Parliament, werd Pugin in dienst genomen door Sir Charles Barry als interieurontwerper van een nieuw Palace of Westminster. In dienst bij Barry ontwierp hij meer interieurs, bijvoorbeeld van King Edward's School, Birmingham. 
Pugin, die katholiek was, restaureerde anglicaanse en katholieke kerken door heel Engeland.

## Contrasts

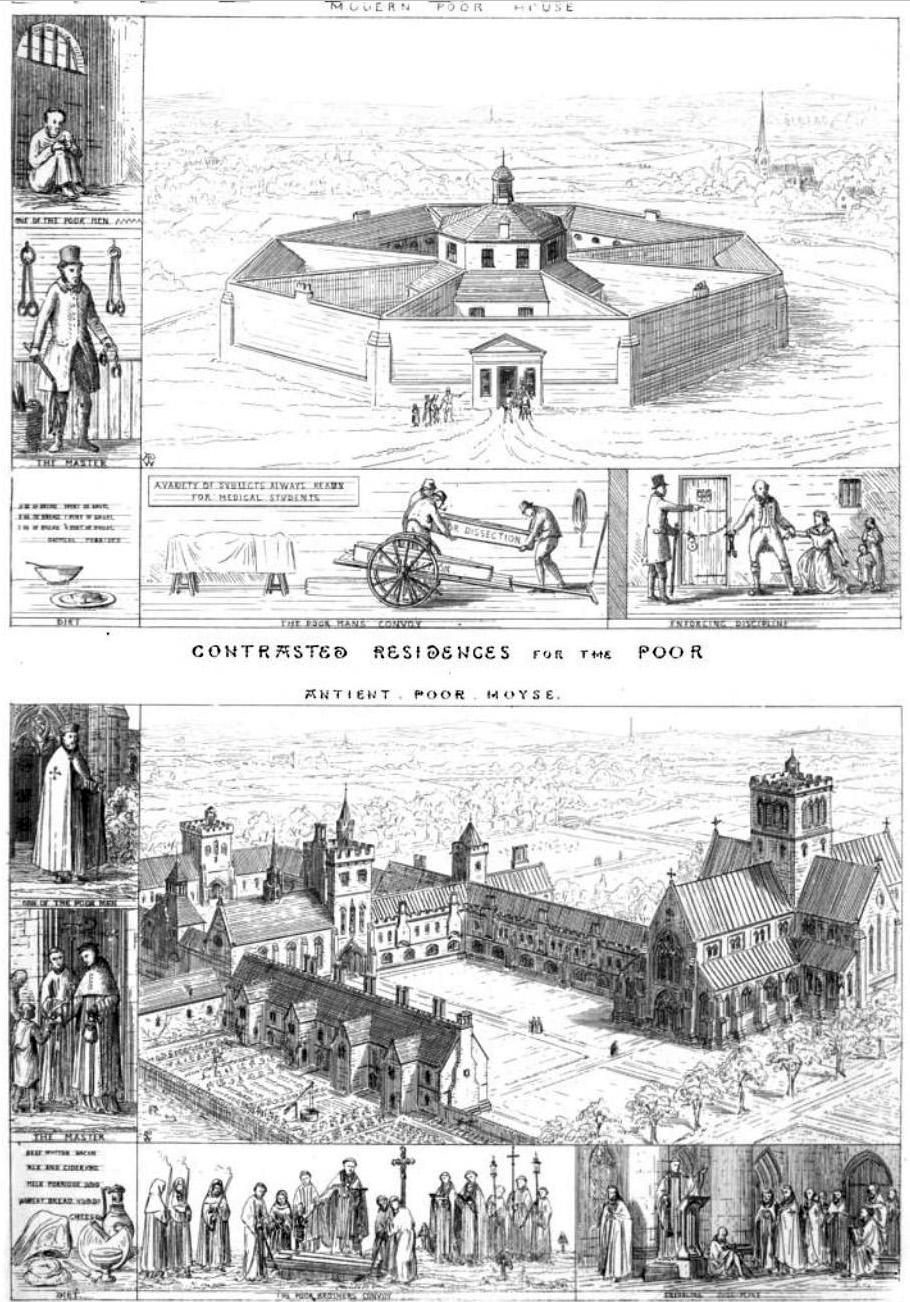
Contrast tussen een middeleeuws armenhuis en een in 1830

Vanaf 1835 publiceerde Pugin boeken over zijn meubelontwerpen. In 1836 publiceerde hij een manifest, Contrasts, waarin hij pleitte voor een terugkeer naar het geloof en de sociale structuur uit de middeleeuwen. Met behulp van afbeeldingen vergeleek hij middeleeuwse gebouwen met bouwwerken uit zijn eigen tijd - zie de afbeelding van het armenhuis.
- Art Gallery of South Australia: 3525
- Bibsys: 90522982
- Biblioteca Nacional de España: XX877333
- Bibliothèque nationale de France: cb12080461d (data)
- Catàleg d'autoritats de noms i títols de Catalunya: 981058507889606706
- Gemeinsame Normdatei: 118793659
- International Standard Name Identifier: 0000 0000 8096 1987
- Library of Congress Control Number: n50027100
- Nationale Bibliotheek van Letland: 000304975
- National Gallery of Victoria: 3174
- Nationale Bibliotheek van Tsjechië: xx0069613
- Nationale bibliotheek van Australië: 35435757
- Nationale Bibliotheek van Israël: 987007278252205171
- Nationale Bibliotheek van Polen: a0000003207199
- Nederlandse Thesaurus van Auteursnamen: 070981086
- RKD-Nederlands Instituut voor Kunstgeschiedenis: 65053
- LIBRIS: 222492
- SNAC: w67s85v7
- Système universitaire de documentation: 029110211
- Museum of New Zealand Te Papa Tongarewa: 57420
- Trove: 952068
- Union List of Artist Names: 500008414
- Virtual International Authority File: 17247761
- WorldCat: E39PBJbtq4mMghjVGPtx9MBQMP